# Kerkakutas, Zala
Kerkakutas  este un sat în districtul Lent, județul Zala, Ungaria, având o populație de 144 de locuitori (2011). 

## Demografie
Componența etnică a satului Kerkakutas
     Maghiari (100%)
Componența confesională a satului Kerkakutas
     Romano-catolici (72,22%)
     Reformați (4,17%)
     Necunoscută (23,61%)
Conform recensământului din 2011, satul Kerkakutas avea 144 de locuitori. Din punct de vedere etnic, majoritatea locuitorilor (100,0%) erau maghiari.  Din punct de vedere confesional, majoritatea locuitorilor (72,22%) erau romano-catolici, cu o minoritate de reformați (4,17%). Pentru 23,61% din locuitori nu este cunoscută apartenența confesională.